# Gunung Mulieng (berg)
Gunung Mulieng är ett berg i Indonesien.   Det ligger i provinsen Aceh, i den västra delen av landet, 1 800 km nordväst om huvudstaden Jakarta. Toppen på Gunung Mulieng är 99 meter över havet.
Terrängen runt Gunung Mulieng är kuperad. Havet är nära Gunung Mulieng åt sydväst.Runt Gunung Mulieng är det tätbefolkat, med 286 invånare per kvadratkilometer. Närmaste större samhälle är Banda Aceh, 12,7 km nordost om Gunung Mulieng. 